# Райнфрід Гербст
Райнфрід Гербст  (нім. Reinfried Herbst, 11 жовтня 1978) — австрійський гірськолижник, олімпійський медаліст.

## Виступи на Олімпіадах
| Олімпіада     | Дисципліна | Місце |
| ------------- | ---------- | ----- |
| Турин 2006    | слалом     | 2     |
| Ванкувер 2010 | слалом     | 10    |